# Uber
Pour les articles homonymes, voir Uber (homonymie).
Uber, anciennement UberCab, est une multinationale américaine centrée autour d'une application mobile de mise en contact d'utilisateurs et principalement de voiture de transport avec chauffeur (VTC). Depuis quelques années, Uber est également active dans la livraison à domicile de repas. Elle a été fondée par Garrett Camp et Travis Kalanick. L'entreprise est basée dans la ville californienne de San Francisco, aux États-Unis. Le groupe est coté au New York Stock Exchange.
Organisant initialement une activité commerciale régulière de vente de service de transport avec chauffeur travaillant en tant qu'indépendant, la société fait l'objet de nombreuses polémiques. Des controverses relatives aux techniques managériales en vigueur dans l'entreprise, qui favoriseraient l'agressivité, le sexisme, et les discriminations, ont porté atteinte à la réputation de Uber, entraînant la démission de son fondateur Travis Kalanick en 2017. D'autres controverses portent sur ses pratiques, où la libre concurrence qu'elle défend se heurte à des accusations de concurrence déloyale et de travail dissimulé de la part des pouvoirs et des professionnels qui se réclament du respect de la réglementation sociale, fiscale et administrative en vigueur. En particulier, ses chauffeurs ne sont pas liés à la société Uber par un contrat de travail, ne sont donc pas salariés et ne sont donc pas couverts par les cotisations sociales pour les assurances maladies, chômages, retraites. En France, ils sont souvent sous le statut de micro-entrepreneur. Engagée dans un développement rapide, à la fois géographique et via la gamme des services proposés, la société Uber a vu certaines de ses activités interdites dans plusieurs villes ou pays du monde.
L'extension du concept à plusieurs secteurs économiques est à l'origine du principe dit de l'ubérisation. Cette tendance de l'économie à la tâche est contestée dans de nombreux pays et fait l'objet de procès.

## Histoire

### Lancement à San Francisco
La société Uber est fondée officiellement à San Francisco par Garrett Camp, Travis Kalanick et Oscar Salazar en 2009 sous le nom de UberCab (« SuperTaxi »). L'idée leur vient en 2008 alors qu'ils assistent au salon LeWeb à Paris. Ils cherchent à se déplacer en taxi et n'arrivent pas à en trouver un, constatant les mêmes problèmes dans le système de taxis parisiens que dans celui de San Francisco. Alors qu'ils travaillent encore pour StumbleUpon, ils retournent à la Silicon Valley et montent un service de chauffeur privé à la demande nommé UberCab.
Garrett Camp monte un prototype d'application sur iOS et convainc Travis Kalanick de le rejoindre sur le projet. Ce dernier devient Chief Incubator au cours de l'été 2009 et a pour mission de passer le cap du prototype, c'est-à-dire de trouver un directeur-général et de lancer Uber à San Francisco afin de changer les habitudes de consommation du transport des populations urbaines, de réduire le nombre de véhicules particuliers et de devenir acteur d'un écosystème de transports partagés. Le nom de domaine uber.com est initialement la propriété d'un service de blogue et de réseautage social, mais l'entreprise qui en a la propriété ayant fermé en septembre 2008, il est transféré à UberCab en 2009. Le produit est ensuite officiellement lancé à San Francisco en 2010. Ryan Graves est alors CEO de l'entreprise. Il cédera par la suite son poste à Travis Kalanick.
L'application est lancée à San Francisco en 2010 sur iOS et Android. Par la suite l'entreprise étend progressivement la couverture de son service à d'autres villes dans le monde.

### Croissance par levées de fonds
En décembre 2011, Travis Kalanick déclare que pour répondre à la demande croissante à laquelle fait face Uber, l'entreprise prévoit de couvrir 25 villes supplémentaires en dehors des États-Unis dans les 14 mois à venir, dont Paris. Elle annonce également en décembre 2011 une levée de fonds de 32 millions de dollars, soit 24 millions d'euros, auprès notamment de Menlo Ventures (en), Jeff Bezos et Goldman Sachs. [réf. nécessaire]
En août 2013, la société Google et le fonds TPG décident d'investir dans Uber sur la base d'une valorisation de 3,5 milliards de dollars. Au total, Google Ventures (qui investit 258 millions de dollars, soit 188 millions d'euros), TPG et le groupe Benchmark (en) apportent 514 millions de dollars à la société californienne, selon le site AllThingsD. Travis Kalanick déclare doubler le chiffre d'affaires de l'entreprise tous les 6 mois.
En 2014, Uber arrive en Chine, où l'acteur local Didi Chuxing, fondé en 2012, est leader du marché des réservations de taxis et de VTC en ligne.
En juin 2014, Uber lève 1,2 milliard de dollars, soit 879 millions d'euros, valorisant l'entreprise à 17 milliards de dollars, un record depuis les levées de fonds de Facebook. Uber annonce une baisse des prix de 25 % des tarifs UberX à San Francisco. En Californie, le service fonctionne alors à perte. En Allemagne, Uber est interdit à Berlin en août 2014 et à Hambourg en septembre.
Une nouvelle levée de fonds de 1,2 milliard de dollars survient en décembre 2014 auprès d'investisseurs inconnus ; la nouvelle valorisation d'Uber s'élève alors à 40 milliards de dollars. Au total, depuis sa création, Uber a levé 2,7 milliards de dollars.
En 2015, Uber est présent dans 51 pays et 253 villes dans le monde, dont San Francisco, New York, Paris, Londres, Brasilia, Bogota, Le Caire, Tel Aviv, Johannesburg, Bombay, Pékin et Sydney. Au début de cette année, Uber lève 1,6 milliard de dollars auprès de Goldman Sachs. L'opération, valorise l'entreprise à plus de 41 milliards de dollars.
Puis Uber cherche à optimiser son service de cartographie. En lice pour acquérir le service Here de Nokia face à un consortium de constructeurs automobiles allemands, l'entreprise aurait d'ores et déjà racheté une partie de Bing Maps, le service de cartographie de Microsoft.
En juin 2016, le Fonds public d’investissement d’Arabie saoudite investit 3,5 milliards de dollars dans Uber, soit l’équivalent de 5 % des parts de la société. Yasir Al-Rumayyan, le dirigeant du Fonds saoudien, intègre le conseil d’administration d’Uber.
En août 2016, Uber annonce un transfert de ses activités chinoises à Didi Chuxing, obtenant en contrepartie une participation de 20 % dans ce dernier.
Fonctionnant uniquement sur la confiance des investisseurs qui tablent sur les potentiels et futurs bénéfices de l'entreprise, Uber à ce jour, n'a pas atteint un niveau de rentabilité économique. Pour l'exercice 2016, Uber fait l'état d'une perte de 2,8 milliards de dollars.
Le numéro deux du groupe, Emil Michael, démissionne en juin 2017. Selon l'AFP, il était accusé d'être largement responsable de la culture d'entreprise agressive et sexiste qui serait de mise au sein d'Uber. L'entreprise entame une nouvelle démarche marketing et recrute Bozoma Saint John, alors directrice du marketing d'Apple. Le 6 juin 2017, elle est nommée directrice marketing avec pour objectif que l'entreprise devienne une marque que les gens aiment autant qu’ils aiment Apple. En juillet 2017, Uber fusionne ses activités en Russie et dans les pays de la CEI avec Yandex.Taxi dans une nouvelle entité détenue à 59,3 % par Yandex et à 36,6 % par Uber. Le 27 août 2017, le comité de direction d'Uber a désigné Dara Khosrowshahi au poste de directeur général d'Uber, qui aura la charge de relancer la société qui traverse une crise qui dure depuis déjà près d'un an. Il lui faudra notamment redorer un blason terni tant auprès des utilisateurs que des investisseurs tout en redonnant confiance à des salariés ébranlés par la multiplication des polémiques entourant la société. En octobre 2017, les membres du conseil d'administration de l'entreprise trouvent un accord qui modifie la gouvernance de l'entreprise et ouvre la voie à une entrée au capital du conglomérat japonais SoftBank : le conseil d'administration va passer de 11 à 17 membres, et deux des six nouveaux sièges seront nommés par Softbank. L'ouverture du capital à Softbank s'effectuerait par une levée de fonds estimée à 1 milliard de dollars. Une résolution est également votée pour introduire la société en bourse au plus tard à l'automne 2019.
En mars 2018, Uber annonce la vente de ses activités en Asie du Sud-Est à Grab, détenue également partiellement par Softbank. Par cette opération, Uber prend une participation de 27,5 % dans Grab, participation évaluée à ce moment à environ 6 milliards de dollars.

### Introduction en bourse
En décembre 2018, Uber a déposé son dossier auprès de la Securities and Exchange Commission dans le cadre d'une introduction en bourse. L'information a été dévoilée par le Wall Street Journal alors que l'opération devait se dérouler discrètement.
En mars 2019, Uber annonce l'acquisition pour 3,1 milliards de dollars de Careem, entreprise concurrente au Moyen-Orient et dans les pays arabes . L'acquisition se fait à 1,4 milliard de dollars en numéraire et à 1,7 milliard de dollars en échange d'actions.
En mai 2019, Uber est partiellement introduit en bourse lui permettant de lever près de 8,1 milliards de dollars pour une capitalisation totale de 82 milliards de dollars. C'est l'une des dix plus importantes introductions en bourse réalisées aux États-Unis, mais cette valorisation reste inférieure aux chiffres annoncés qui dépassaient les 90 milliards de dollars. Quelques jours avant l'entrée en bourse, la grève des chauffeurs Uber dans une dizaine de villes, est venue rappeler aux dirigeants de l'entreprise que leur modèle économique est loin d'être stable. Avec des menaces légales et réglementaires et une perte d'exploitation de trois milliards de dollars en 2018, l'activité d'Uber qui mise beaucoup sur les véhicules autonomes est incertaine. Une part importante des pertes enregistrées au second trimestre 2019 est imputable aux frais liés à l'introduction en bourse.
En septembre 2019, ayant du mal à convaincre les marchés financiers depuis son entrée à Wall Street, Uber décide de licencier 170 salariés dans son équipe d'ingénieurs et 265 employés dans l'équipe produits.
En mai 2020, Uber annonce la suppression de 3 700 postes, soit 14 % de ses effectifs, à la suite de la crise économique liée à la pandémie de Covid-19. Le groupe, durement touché par les restrictions de déplacements, renforce ses mesures et licencie près d’un quart de ses employés. Uber prévoit de se concentrer sur le transport de passagers et la livraison de nourriture.
En août 2020, Uber annonce l'acquisition d'Autocab, une entreprise britannique spécialisée dans la mise en relation des clients et de taxi.
En décembre 2020, Uber annonce la vente de sa filiale dédiée aux véhicules autonomes, Uber Advanced Technologies Group, à Aurora, une start-up spécialisée dans le domaine, pour l'équivalent de quatre milliards de dollars. À la suite de cette transaction, Uber possède une participation de 26 % dans Aurora.
En février 2021, Uber annonce l'acquisition pour 1,1 milliard de dollars de Drizly, spécialisée dans la livraison à domicile d'alcool.

### Développement en France
À l'occasion du salon de Ben en décembre 2011, Uber annonce son lancement à Paris. La capitale est la première ville hors des États-Unis à accueillir le service. En décembre 2011, une soixantaine de voitures de tourisme avec chauffeurs (VTC) haut de gamme sont enregistrées sur l'application Uber et circulent dans la capitale qui compte alors environ 19 000 taxis. Uber ne possède en effet aucun véhicule et fait travailler des entreprises de voitures avec chauffeur. Uber France est créée en janvier 2012.
Uber poursuit son expansion : après Lyon en mars 2013 et Lille en juin 2014, l'entreprise se lance en septembre 2014 dans trois nouvelles villes françaises, Bordeaux, Toulouse et Nice. Uber couvre ainsi six villes françaises en 2014.
En juin 2013, Uber annonce élargir son offre à Paris avec le lancement d'UberX, une version économique d'Uber qui propose les mêmes services qu'un VTC traditionnel, mais avec des véhicules moins luxueux et à un prix réduit.
En octobre 2014, Uber lance une solution à destination des entreprises : Uber for Business. L'application permet aux entreprises de payer les déplacements professionnels de leurs employés. Un mois plus tard, en novembre, l'entreprise lance UberPool à Paris, une nouvelle option permettant de partager son trajet avec un autre utilisateur situé près de soi et voyageant dans la même direction, afin de partager le prix du trajet.
La France est le second marché d'Uber en Europe, et, depuis ses débuts, un « laboratoire d'expérimentation » pour l'entreprise. Selon Thibaud Simphal, Directeur d' Uber France, le nombre d'utilisateurs de l'application en France s'élève à 500 000 en 2014, dont 160 000 utilisateurs d'UberPop. Aussi, selon le président de l'Assemblée permanente des chambres de Métiers et de l'Artisanat (APCMA), Alain Griset, « si Uber ne disparaît pas, il faudra repenser notre modèle de société ».
En 2015, Uber France a réalisé un chiffre d'affaires de 20 471 k€ et dégagé un bénéfice de 1 641 k€.
Uber a annoncé lundi 8 août 2016 son investissement dans la start-up française Brigad, une plateforme de recrutement dans le secteur de l'hôtellerie et de la restauration.
À la suite d'une décision de la Commission européenne, en mai 2017, Uber doit être soumis aux exigences de licences et d'agréments dans la mesure où l'entreprise est considérée comme une société de transport. Par ailleurs, l'avocat général de la Cour de justice de l'Union européenne a confirmé que la France est en droit d'interdire Uberpop.
Fin octobre 2017, Uber et Axa France annoncent offrir à ses chauffeurs une assurance santé et décès gratuite pour les couvrir en cas d'accident pendant une course.
Fin août 2022, Uber a relancé son offre son service de trajets partagés à Paris, après une interruption en mars 2020 en raison de la pandémie de Coronavirus. Rebaptisée « UberX Share », cette fonction permettra aux utilisateurs allant dans la même direction de partager leur course et de réduire ainsi le coût.
Le 18 janvier 2023, Uber annonce avoir signé un accord avec les représentants de chauffeurs VTC indépendants fixant un revenu minimum par trajet, soit 7,56 euros.

### Développement au Canada

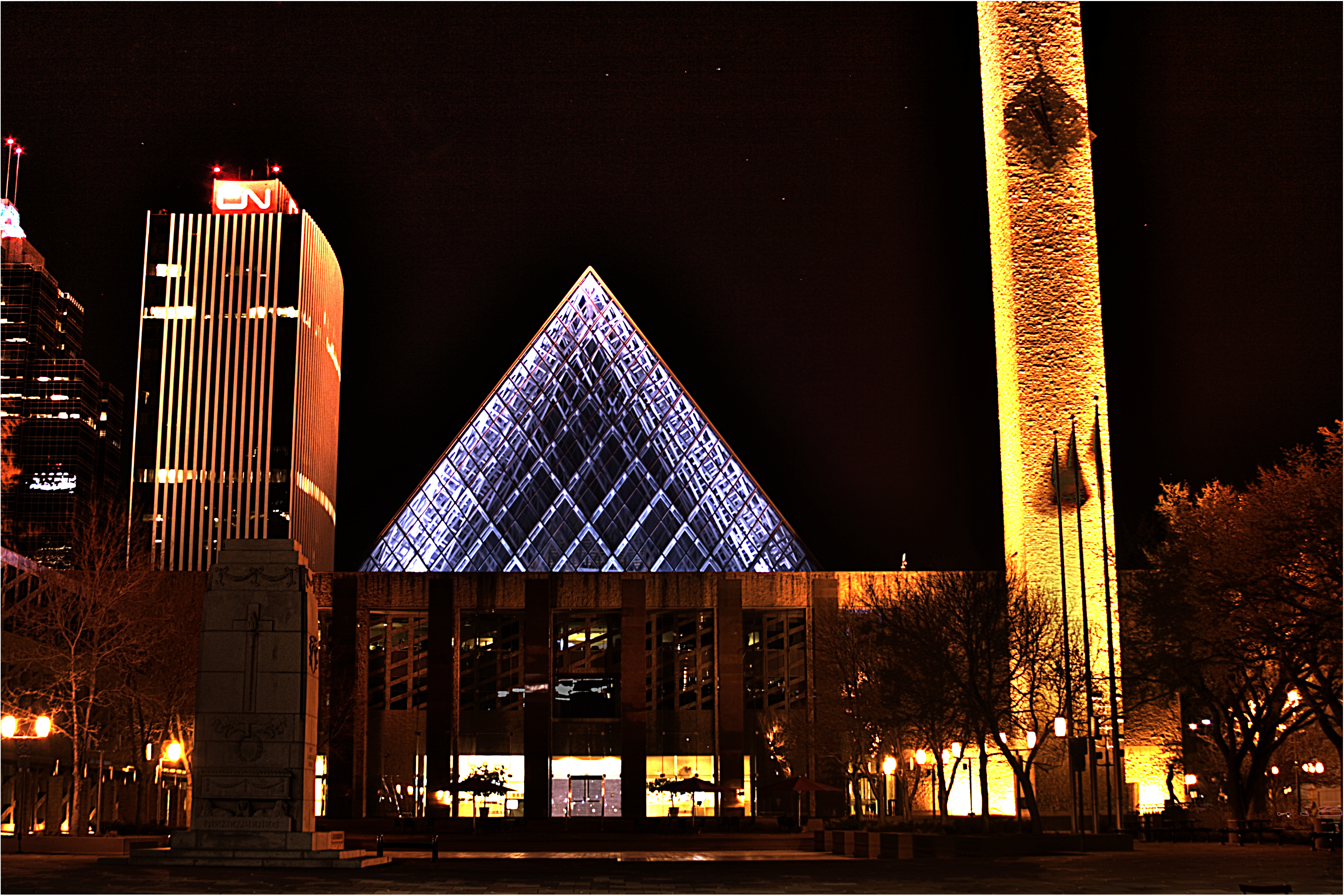
En janvier 2016, Edmonton est la première ville canadienne à légaliser Uber

Le service Uber est depuis mars 2012 disponible à Toronto, la plus grande ville du Canada. Uber existe à Montréal depuis le 29 octobre 2014. Le service arrive dans la ville de Québec en février 2015. Il est offert à Laval et Longueuil depuis novembre 2015.
Le service d'Uber et ceux, similaires, que pourraient offrir dans la ville ses concurrents, sont légalisés par le conseil municipal d'Edmonton le 27 janvier 2016. La ville d'Edmonton est la première au Canada à légaliser Uber.

## Diversification

### Marché initial et variations
Le service permet de géolocaliser, via un smartphone, une tablette ou un ordinateur, le véhicule le plus proche de soi pour ensuite le réserver. Les utilisateurs peuvent suivre l'approche de la voiture qu'ils ont réservée sur l'application. Le paiement est réalisé automatiquement à la fin de chaque course par prélèvement bancaire. Il n'y a donc pas d'échange de monnaie entre conducteur et passager. Les services proposés par Uber sont particulièrement utilisés dans les périodes de moindre disponibilité des moyens de transport traditionnels, notamment la nuit et le week-end.
Sur le marché français, Uber propose plusieurs services accessibles depuis l'application ou le site Internet de l'entreprise. Ces services se différencient en fonction du type de véhicule, du tarif et du type de chauffeur (professionnel, particulier régulier ou occasionnel), et proposent des tarifs différenciés.
- UberX, chauffeurs professionnels proposant des berlines standard ;
- Uber Berline, chauffeurs professionnels proposant des berlines de luxe ;
- UberVan, chauffeurs professionnels proposant des vans (capacité 6 personnes) ;
- UberPOP, conducteurs particuliers occasionnels au volant de leur véhicule personnel (service suspendu en France depuis le 3 juillet 2015)
- UberPool, permettant de partager son trajet avec un autre passager situé au même endroit et allant dans la même direction ;
- Uber Eats, proposant la livraison de repas en provenance de restaurants. Nécessite l'application UberEats.
- UberGreen, chauffeurs professionnels proposant des véhicules électriques ou hybrides.
- UberAccess, chauffeurs professionnels proposant des véhicules adaptés aux personnes à mobilité réduite
- UberComfort, pour un voyage respectueux de l'environnement en voyageant dans des véhicules plus récents[71].

Depuis sa mise en service à Paris, la qualité des prestations Uber, comme celle des autres prestataires de VTC, a toutefois manifestement baissé ainsi que le note le rapport Terrasse, alors même que les prix pouvaient augmenter dans certaines circonstances (heures de pointe et évènements spéciaux). État des véhicules, comportement et tenue des chauffeurs, prestations diverses ne correspondent plus à l'image de qualité et de luxe élaborée par la communication de la marque au début des années 2010, communication basée sur le service Uber Berline,,.
À l'étranger, Uber multiplie les offres, en proposant entre autres des services de coursier et transport de colis, ou en testant des offres plus diverses, telles que la livraison de repas à partir d'une liste de restaurants et de plats présélectionnés.
Jeudi 18 août 2016, Uber annonce son association avec le fabricant suédois Volvo, afin de proposer ses premiers trajets en véhicules intelligents à Pittsburgh, qui devaient avoir été mis en service à la fin du même mois. Le 20 octobre 2016, un semi-remorque Otto, entreprise rachetée par Uber en août 2016, a effectué la première livraison mondiale par un camion autonome, sans chauffeur, en mode de pilotage automatique sur une autoroute entre Fort Collins et Colorado Springs.
Uber développe un projet de taxis aériens urbains, dénommé Elevate. Ce service doit être testé à Dubaï, Dallas et Los Angeles en 2020.

### Uber Copter
Le 9 juillet 2019, l'entreprise Uber inaugure le lancement de son extension Uber Copter. Ce nouveau service permet de relier les quartiers sud de Manhattan à l'aéroport international de New York - John-F.-Kennedy, au moyen d'un hélicoptère. L'hélicoptère réservé peut transporter jusqu'à cinq passagers.

### Uber Eats
Le 18 août 2015, Uber a annoncé vouloir expérimenter à San Francisco Uber Eats, un nouveau service de livraison de repas offrant un choix sommaire de repas, proche de la tradition de la lunch-box. Le service avait initialement été lancé sous le terme d'UberFresh. Sa présence est d'ailleurs limitée aux quartiers d'affaires d'une dizaine de villes américaines.
En France, le service est d'abord lancé le 14 octobre 2015 dans les arrondissements du centre de Paris (1er, 2e, 8e et 9e), puis à la fin du mois de mars 2016 dans toute la ville. Il est étendu aux villes de Lyon depuis la fin de l'année 2016 et de Bordeaux depuis le début de l'année 2017. Fin 2018, plus de 29 villes sont desservies par les services Uber Eats.
En juin 2019, Uber annonce lancer dès l'été 2019 un service de livraison de repas par drones, sur un marché test pour McDonald dans la région de San Diego,.

### Uber Technologies
À l'aide de Uber Technologies, Uber s'est lancé dans le développement de véhicules autonomes, afin de révolutionner le monde du transport urbain. Après avoir investi 2,5 milliards de dollars en 2016. Uber n'a pas réussi à atteindre ses ambitions.
Uber Technologies est géré pendant 6 mois par Jeff Jones jusqu'en mars 2017. Son départ ternit l'image de l'entreprise.
En mars 2017, à la suite d'un accident matériel survenu à Tempe en Arizona, Uber suspend ses essais de véhicules autonomes de niveau 3.
En 2018, dans la même ville, une Volvo XC90 de l'entreprise percute, en mode autonome, Elaine Herzberg, une Américaine de 49 ans, qui traversait de nuit la route avec sa bicyclette. Par la suite, la femme meurt à l'hôpital. Uber suspend alors ses tests de véhicules autonomes aux États-Unis et à Toronto,,. De son côté, le gouverneur de l'Arizona, Doug Ducey, interdit à l'entreprise toute expérimentation sur les voies routières de son État.
En 2020, les activités de recherche sur la voiture autonome sont cédées à l'entreprise Aurora, dans laquelle Uber entre au capital à hauteur de 26 % pour un investissement complémentaire de quatre cents millions de dollars. Le PDG d'Uber, Dara Khosrowshahi, rejoint à ce titre le conseil d'administration de la nouvelle entité,.

### Uber Rent
Uber Rent est un service de crédit-bail déployé par Uber en juillet 2020. Proposé en partenariat avec la filiale CarTrawler, il permet de louer une voiture et de l'acquérir en fin de contrat.

### Uber Jump
Uber Jump est la filiale d'Uber pour le service de location de vélos urbains connectés.
Comme la plupart des entreprises de location de mini-véhicules urbains sans station, Jump est une entreprise sans rentabilité, qui vit des investissements d'Uber, qui la maintient à flot en attendant que ses concurrents (Ufo, propriété de Seat, Hive qui appartient à BMW et Daimler, et Lime par Google) cèdent les premiers pour ensuite remporter un marché monopolistique, permettant d'augmenter les prix (comme l'a déjà fait Uber sur les VTC).
En mai 2020, Lime fusionne ses activités avec Jump, la filiale d'Uber, intègre les activités de Jump dans les siennes et Uber investit 170 millions de dollars dans Lime,.

### UberPop

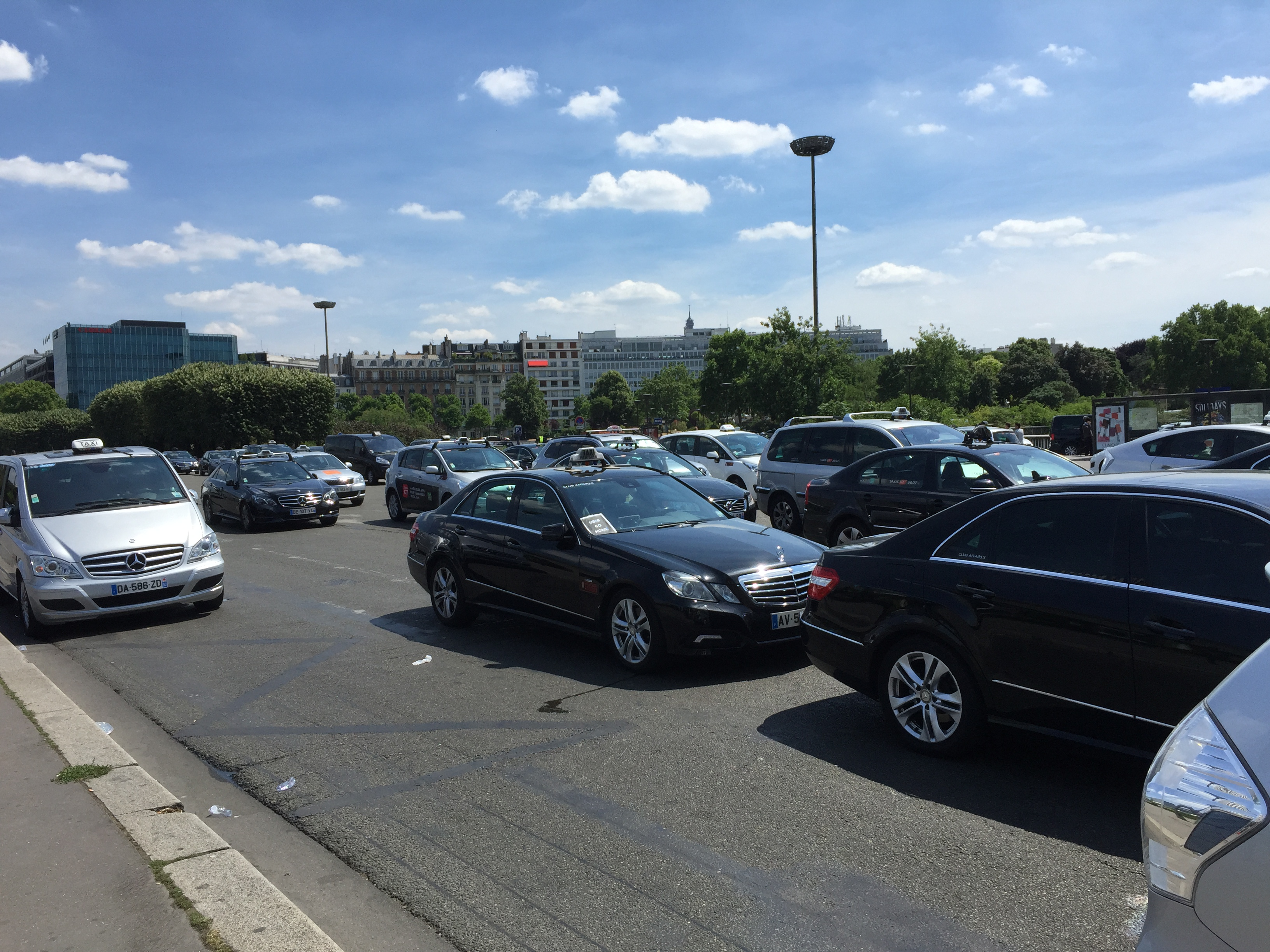
Manifestation de taxis contre UBER le 25 juin 2015 à la porte Maillot à Paris.

En février 2014, l'entreprise lance UberPop à Paris et dans sa proche banlieue, une nouvelle option de transport entre particuliers. L'application permet à des conducteurs particuliers d'être contactés par des usagers pour des trajets urbains tarifés moins chers qu'UberX. Un nombre limité de critères est mis en place pour être chauffeur d'UberPop comme un âge minimum (21 ans), la possession d'un permis B depuis un an minimum et un extrait de casier judiciaire vierge. La France est le premier marché hors États-Unis à voir naître ce service.
Le service UberPop, qui permet à des particuliers de transporter des passagers, a fait l'objet de plusieurs polémiques et de conflits, que ce soit au niveau du manque de formation des chauffeurs ou encore de l'absence d'assurance professionnelle des conducteurs.
Le 9 décembre 2014, UberPop est interdit en Espagne par un tribunal madrilène.
Le 24 septembre 2015, le service est condamné en Belgique par le tribunal de commerce de Bruxelles à la cessation de ses activités .
En juin 2014, Uber est condamné en France à 800 000 € d'amende, dont la moitié avec sursis, pour complicité d'exercice illégal de la profession de taxi via l'application UberPop. Après plusieurs plaintes, de Transdev, Le Cab ou sociétés de taxis, le service UberPOP est interdit à partir du 22 septembre 2015 par le Conseil constitutionnel, arguant qu'Uber n'est pas une entreprise de transport.
À la suite des nombreux événements survenus entre les taxis parisiens et les UberPOP, durant lesquels des chauffeurs de taxi ont vandalisé des véhicules et porté des coups à des chauffeurs d'Uber ainsi qu'à des utilisateurs de ce service, François Hollande demande leur dissolution. Les dirigeants de UberPop passeront en correctionnelle en septembre 2015 pour plusieurs chefs d'accusations, selon le journal Le Monde : « pratique commerciale trompeuse, complicité d'exercice illégal de la profession de taxi et traitement de données informatiques illégal ». Le service est suspendu en France par Uber à partir du 3 juillet 2015.
Saisie d'autres questions prioritaires de constitutionnalité dans des procédures séparées concernant le service UberPop, la Cour de cassation a renvoyé le 23 juin 2015 la question devant le Conseil constitutionnel. Celui-ci a confirmé le 22 septembre 2015 que le premier alinéa de l'article L. 3124-13 du code des transports était conforme à la Constitution. Ce décret instaure également une amende à l'encontre des conducteurs de véhicules à titre onéreux qui exercent leur activité sans avoir de carte professionnelle (ce qui s'applique aux chauffeurs Uber Pop car ils ne sont ni taxi, ni VTC). Mais ce décret est en cours de contestation par la société Uber devant la justice administrative.
En juin 2015, deux patrons d'Uber France ont été entendus par la police au sujet de leur activité illicite liées à UberPop.
C'est à l'été 2015, qu'Uber a mis fin à UberPop, son service de mise en relation avec des chauffeurs non professionnels utilisant leur voiture personnelle.
Le 17 mars 2016, Uber France est condamnée pour « pratique commerciale trompeuse » concernant l'offre de transport de personnes UberPop à 50 000 euros d'amende par le tribunal de Lille.
En avril 2019, la Cour de justice de l’Union européenne (CJUE), estime que la France et les autres pays de l'Union pouvaient interdire l'exercice illégal d'une activité de transport comme UberPop sans en avertir Bruxelles au préalable.
En septembre 2021, Uber est condamné pour « concurrence déloyale » relative à son offre UberPop et devra payer plus de 180 000 euros à 910 chauffeurs de taxi.
En octobre 2023, Uber est condamné en appel à verser près de 850 000 euros à des taxis pour « concurrence déloyale » liée à l'activité de son ancienne offre, UberPop. 149 chauffeurs de taxi seront indemnisés pour concurrence déloyale.
En novembre 2023, la Cour de cassation a confirmé la culpabilité de la société Uber France pour pratique commerciale trompeuse et complicité d’exercice illégal de l’activité de taxi. En janvier 2022, la société s’était vu infliger une amende de 800 000 euros, dont 400 000 euros avec sursis.

## Tarification et commission
L’application Uber facilite la prise en charge par un chauffeur de voiture dédiée d'un client géolocalisé et le paiement de la course (commande sur mobile, paiement prédéfini par carte bancaire directement dans l’application).
Les tarifs sont déterminés par un algorithme, qui prend en compte le type de service utilisé, et augmente avec la demande de transports. Ces pratiques tarifaires ont donné lieu à plusieurs polémiques. Lors de la prise d'otages de Sydney, Uber avait multiplié ses tarifs par 4 en moyenne, pour les personnes désirant quitter la zone de la prise d'otages, avant de faire marche arrière devant les réactions scandalisées. À Paris, lors du réveillon de la Saint-Sylvestre 2014-2015, plusieurs utilisateurs se sont plaints de tarifs multipliés par plus de 10, la société ayant déplafonné ses tarifs.
Selon le modèle économique présenté par la société, les 80 % du tarif payé par le client sont redistribués au chauffeur, les 20 % restants revenant à Uber sous forme de commission. Le 8 décembre 2016, Uber décide unilatéralement d'augmenter sa commission qui passe de 20 % à 25 %, et concomitamment d'augmenter les tarifs appliqués à la clientèle de 8 %. Mécontents de cette politique tarifaire, les chauffeurs Uber entament un mouvement social accompagné de blocages des accès aux aéroports parisiens,. Ces décisions d'Uber sont contestées par les chauffeurs en janvier 2017 via une action devant le conseil des Prud’hommes.
Dans certaines zones, Uber facture à ses utilisateurs des frais d'attente et même des frais d'annulation.
À la suite d'une expérimentation dans plusieurs villes américaines en 2022, cherchant à donner plus de liberté aux chauffeurs dans le choix des courses, la requête d’un potentiel passager aux États-Unis comportera le montant que gagnera le chauffeur s’il l’accepte, ainsi que la destination.

## Sélection des chauffeurs

### Critères
En France, la société recrute ses chauffeurs sur la base de plusieurs critères : autorisation de facturer pour le segment professionnel, ancienneté du véhicule, contrat d'assurance couvrant le transport de passagers, carte professionnelle VTC ou détenteur de la capacité de transport et les affiliées de cette capacité ... Sur son site, Uber dit « surveille[r] régulièrement les notes attribuées par les utilisateurs ».
Les chauffeurs Uber sont évalués par les clients qu'ils transportent selon une échelle de notation d'une à cinq étoiles. Le compte d'un chauffeur dont la note passe en dessous de 4,5 peut être suspendu ou supprimé, après un délai probatoire d'une semaine. Son détenteur doit alors déposer un dossier auprès de son employeur afin d'obtenir la réactivation de son compte,.
16 décembre 2019, Uber va instaurer et imposer à ses 30 000 chauffeurs français un nouveau système d'identification en temps réel. Uber va demander à ses chauffeurs de se prendre en selfie avant de démarrer une course pour vérifier leur identité. Ces contrôles seront effectués de façon aléatoire et fréquentes, sans être systématiques. Cette mesure a été annoncée par Steve Salon, General Manager pour Uber France,.

### Plaintes pour agressions sexuelles
Plusieurs incidents ont été rapportés, concernant le comportement inapproprié, parfois criminel, de chauffeurs d'Uber : accusations de viol en Inde (2014), agression sexuelle à Melbourne, en Australie (2015), propos sexistes pendant le transport et messages envoyés sur les portables de clientes à Paris (2015). Aux États-Unis, en 2014, le rapt, suivi du viol, d'une jeune femme a été exposé dans la presse. En 2019, un rapport interne, rendu public par l'entreprise, fait état de 5 981 agressions sexuelles rapportées en 2017 et 2018. Il précise que 464 cas sont des viols, dont plus de 90 % des victimes sont des usagers du service VTC d'Uber. Les chauffeurs d'Uber, n'étant pas salariés, sont considérés comme des tierces parties, ce qui dégage sa responsabilité légale. Toutefois, les plaintes d'utilisatrices victimes d'agressions s'accumulant, la société de VTC a pris des mesures de sécurité. Elle a renforcé ses contrôles, notamment pour prévenir des usurpations d'identité, et mis en place un dispositif d'alerte accessible pendant tout trajet.
Dans ce contexte d'accidents dont sont victimes les femmes, l'entreprise annonce lancer l'option "Women", assurant que le VTC aura pour conductrice une femme. 

## Finance

### Résultats financiers
Entre 2009 et 2016, Uber a levé environ 11,5 milliards de dollars par 14 appels de fonds auprès des détenteurs de capital risque et de capital-investissement,. En août 2016, « Uber a accepté de vendre sa filiale Uber China à Didi Chuxing. Didi a lui aussi accepté d'investir un milliard de dollars dans Uber Global. »
| Période                | 2014           | 2015           | 2016           | 2017           | 2018              | 2019 est          | 2020            | 2021           |
| ---------------------- | -------------- | -------------- | -------------- | -------------- | ----------------- | ----------------- | --------------- | -------------- |
| Chiffre d'affaires ($) | 495,3 millions | 1,5 milliard   | 6,5 milliards  | 7,5 milliards  | 11,27 milliards   | 14,096 milliards  |                 | 17,5 milliards |
| Résultat comptable ($) | −671 millions  | −2,2 milliards | −2,8 milliards | -4,5 milliards | + 0,997 milliards | - 8,464 milliards | - 6,8 milliards | - 496 millions |

En décembre 2017, le japonais Softbank dépense 6 milliards d'euros afin d'obtenir 15 % du capital de la société de VTC.
En 2018, l'EBITDA était négatif : 1,847 milliard.

## Régulation, procès et condamnations
Depuis sa création en 2009 jusqu'en 2016, la société Uber a cumulé 161,9 millions de dollars de condamnations pécuniaires dans le monde.

### Belgique
À la suite d'un arrêt de la cour d’appel de Bruxelles et à compter du 26 novembre 2021, l’application Uber X sera interdite dans la capitale belge après une procédure engagée par une compagnie de taxis.

### Canada
Le 3 juillet 2015, après un mois de délibérations, la Cour supérieure de l'Ontario rejette une requête de la ville de Toronto, jugeant que celle-ci n'était pas parvenue à démontrer au tribunal qu'Uber avait contrevenu à des lois municipales ou opéré un service illégal de taxi. En septembre 2015, le conseil municipal de Toronto approuve une motion visant à encadrer le service d'Uber puisque, selon le maire John Tory, c'est « ce que veulent les gens et cela donnera à nos chauffeurs la justice qu'ils méritent ».
Le maire de Montréal, Denis Coderre, s'aligne sur les positions de l'industrie du taxi et affirme en août 2015 ne pas vouloir céder à la pression d'Uber, qui demande à ses usagers de talonner leurs élus pour qu'ils légalisent le service. Mais, au même moment, le gouvernement du Québec de Philippe Couillard se dit ouvert à la légalisation d'Uber et des services similaires de transport. Pour le premier ministre Couillard, ce genre de services peut être encadré, mais il est illusoire pour les taxis de rêver à leur interdiction.
À Montréal, les chauffeurs de taxis choisissent la confrontation. Le conseil municipal de la ville de Montréal leur donne de nouvelles obligations pour moderniser le service,.
Le 12 mai 2016, le ministre des Transports du Québec, Jacques Daoust dépose un projet de loi sur l'industrie du taxi qui force les chauffeurs d'UberX à suivre les mêmes règles que n'importe quel chauffeur de taxi, sans quoi ils verront leur permis de conduire suspendu et leur véhicule saisi. Ils s'exposent également à une amende de 2 500 à 25 000 $. Quant aux entreprises qui contreviennent à la loi, elles pourront recevoir une amende jusqu'à 100 000 $. Elles doivent notamment se prémunir d'un permis de taxi et d'une immatriculation de classe « T » sur leur automobile, en plus de réussir un cours qui a une durée de 110 heures.
Le 11 janvier 2019, le Gouvernement du Québec a officiellement autorisé Eva, à travers le même projet pilote qu'Uber, à lancer à Montréal, à Québec et à Gatineau,,. Depuis, Eva est devenue la seconde application la plus utilisée au Québec.

### Corée du Sud
Le 24 décembre 2014, le PDG d'Uber Travis Kalanick est inculpé personnellement en Corée du Sud pour exercice illégal de la profession de taxi. Il encourt jusqu'à deux ans de prison et près de 15 000 euros d'amende.

### États-Unis
Uber a fait l'objet de plus de 170 procès rien qu'aux États-Unis
En décembre 2014, aux États-Unis, la ville de Portland porte plainte contre Uber pour violation de sa réglementation. La ville met également en place un système de pénalisation des chauffeurs à hauteur de 1 500 dollars pour l'entreprise et 2 250 pour le conducteur. Uber réplique en déclarant soutenir ses chauffeurs devant la justice et en créant une pétition qui autorise son service dans la ville, qui recueille plus de 11 000 signatures.
Aux États-Unis, en Californie, la justice américaine avait validé en 2015 le lancement d'un recours en nom collectif de conducteurs d'Uber pour obtenir le statut de salarié. De plus, elle avait fait passer une loi qui devait forcer la plateforme à salarier ses chauffeurs. En novembre 2020, un référendum a remis en cause cette loi. Les conducteurs seront toujours considérés comme indépendants, mais devront recevoir des compensations. En août 2021, le référendum californien concernant le statut des chauffeurs Uber est jugé inconstitutionnel. La « proposition 22 », qui consacrait le travail rémunéré à la tâche, est « inapplicable », Uber fera appel.

### France
L'arrivée d'Uber à Paris s'inscrit dans un contexte de monopole historique des taxis (50 000 chauffeurs en France), doublé à Paris (18 000 chauffeurs en 2014) du poids de la G7.
Uber par le hélage électronique et la géolocalisation des clients contourne le droit de maraudage réservé aux taxis et provoque une rupture du modèle économique du secteur
En 2008, la Commission Attali prévoit la création de 8 000 licences supplémentaires et la libéralisation des « Voitures de transport avec chauffeur » (VTC). À la suite de l'opposition des chauffeurs de taxis, un accord est signé, le 28 mai 2008, entre les taxis et la ministre de l’Intérieur, Michèle Alliot-Marie, annonçant une « augmentation du nombre de taxis qui passera de 15.000 à 20.000 d’ici à 2010 », mais qui ne créé que 1.700 taxis supplémentaires. Le prix de la licence (ou « plaque ») de taxi explose, passant de 180.000 à 235.000 euros, et dépassant en 2014 les 400.000 euros  à Orly ou sur la Côte d’Azur. Le 22 juillet 2009 est cependant votée la loi mettant fin à la notion de grande remise au profit de la réglementation exploitation de voitures de tourisme avec chauffeur. Simplifiant les règles sur la grande remise qui réglementent le transport haut de gamme, cette loi ouvre la voie aux voitures de tourisme avec chauffeur. Le pouvoir législatif et le pouvoir exécutif tentent d'encadrer l'activité dite de « maraude électronique », mais la société Uber s'est engagée dans un combat judiciaire visant à contester cette nouvelle réglementation.
En décembre 2013, le gouvernement français annonce l'instauration au 1er janvier 2014 d'un délai de 15 minutes obligatoires entre la commande et la prise en charge de l'usager pour les VTC. La mesure doit entrer en application au 1er janvier 2014. Le 20 décembre 2013, l'Autorité de la concurrence rend un avis négatif à propos de ce décret. Quatre sociétés de VTC (Allocab, Le Cab, Chauffeur-privé et Snapcar) saisissent le Conseil d'état. Le décret est finalement suspendu en référé en février 2014 pour un problème de distorsion de la concurrence.
L'Autorité de la concurrence émet un avis favorable aux VTC en janvier 2014, et qualifie la loi Thévenoud d'« aveu d'échec concernant l'application efficace des mesures existantes pour lutter contre la maraude, et qui, sous couvert de régulation concurrentielle, vise à nouveau à régler un problème de police ». Selon l’avis, « d'autres dispositifs de contrôle seraient plus efficaces pour contrer la maraude illégale ».
En 2015 et 2016, les artisans taxis manifestent contre Uber. Ils dénoncent notamment le contournement, par le système des « VTC », de l'obligation légale pour les chauffeurs de taxi de disposer d'une licence pour pratiquer ce métier.

#### Loi Thévenoud et réglementations postérieures
Face à l'arrivée d'Uber et sur fond de rivalités entre les VTC et les taxis, le député Thévenoud a fait une proposition de loi pour réguler le marché et contrer Uber. Uber a critiqué la conformité de cette loi à la constitution via plusieurs questions prioritaires de constitutionnalité, dans des procédures commerciales ou administratives. Ainsi la Cour de cassation et le Conseil d'état ont renvoyé trois QPC au Conseil constitutionnel sur le volet VTC, celui-ci a rendu sa décision le 22 mai 2015 qui invalide partiellement cette loi et en limite la portée,.
Le décret d'application de la loi Thévenoud parait le 30 décembre 2014 au Journal officiel. La principale obligation pour les chauffeurs est de justifier d'un certificat d'assurance pour le transport de personnes à titre onéreux mais cette obligation n'entre en vigueur qu'au 1er juillet 2015 et une formation à partir de 2016
En juillet 2016, le gouvernement français propose d'allouer un budget annuel de 100 millions d'euros pour racheter les licences des taxis français et compenser ainsi l'impact du succès des VTC et notamment d'Uber sur le marché des taxis.

#### Loi travail
La loi du 8 août 2016, dite « Loi Travail », crée un nouveau titre dans le Code du travail qui porte sur « les travailleurs utilisant les plateformes de mise en relation par voie électronique » (art. L. 7341-1). Elle s'applique à Uber en tant qu'entreprise qui met en relation à distance, par voie électronique, des personnes en vue d’un service.
Cette loi s’inscrit dans ce que l’on appelle couramment l’« uberisation » de l'économie. Elle rend plus difficile la possibilité de recours pour les chauffeurs afin d'être requalifiés salariés d'Uber en s'appuyant sur l'ancien code du travail.
Le 4 mars 2020, la Cour de cassation a annoncé la requalification en contrat de travail de la relation contractuelle entre la société Uber et un de ses anciens chauffeurs. La Cour estime qu'il existe un lien de subordination entre le chauffeur et la plateforme de mise en relation entre clients et chauffeurs de VTC et que le statut de travailleur indépendant du chauffeur est « fictif ». Un travail indépendant tient « à la possibilité de se constituer sa propre clientèle, la liberté de fixer ses tarifs et la liberté de définir les conditions d'exécution de sa prestation de service »,.
Le 20 janvier 2023, le Conseil des prud'hommes de Lyon a condamné la plateforme Uber à verser 17 millions d'euros de dommages et intérêts à 139 chauffeurs VTC.

#### Demandes de requalification en CDI
En mars 2025, l'avocat au barreau de Paris Jérôme Giusti annonce qu'il va s'engager dans une demande de requalification en CDI de près de 500 demandes.

### Hongrie
Le 13 juin 2016, le Parlement hongrois autorise le blocage d'applications de transport entre particuliers. Le 24 juillet 2016, Uber quitte alors la Hongrie où elle avait 1 200 chauffeurs et 150 000 clients. La Hongrie, où le Premier ministre Viktor Orbán veillait à ce que cette application soit interdite, devient ainsi le premier pays européen où Uber cesse son activité.

### Inde
En Inde, Uber est interdit dans la ville de New Delhi fin 2014 à la suite de l'arrestation d'un conducteur Uber pour avoir violé une passagère,. L'un des principaux cadres de l'entreprise s'était ensuite procuré le dossier médical de la victime afin de tenter de discréditer son témoignage.

### Italie
L'entreprise Uber est interdite le 10 avril 2017 par la justice italienne, pour cause de concurrence déloyale avec les taxis.

### Luxembourg
Uber a lancé ses services au Luxembourg le 18 juin 2024, en partenariat avec WebTaxi, filiale du groupe Émile Weber, qui assure la totalité des courses en parallèle de sa propre offre.

### Pays-Bas
En septembre 2021, le tribunal d'Amsterdam juge que : « La relation juridique entre Uber et ces chauffeurs répond à toutes les caractéristiques d’un contrat de travail », ne sont pas des travailleurs indépendants, et sont couverts par la convention collective de travail pour les chauffeurs de taxi.
En janvier 2024, l'autorité néerlandaise pour la protection des données condamne Uber à une amende de 10 millions d'euros pour avoir manqué de transparence sur le traitement des données de ses chauffeurs européens. La plainte a été introduite par les chauffeurs français aux Pays-Bas, siège européen d'Uber.
En juillet 2024, l'Autoriteit Persoonsgegevens (nl) (l'équivalent néerlandais de la CNIL) a infligé une amende de 290 millions d'euros à Uber pour non respect du RGPD. Uber qui est accusée d'avoir transféré des données de chauffeurs européens vers les États-Unis, conteste cette décision.

### Royaume-Uni
Le 28 octobre 2016, la justice anglaise condamne Uber à reconnaître ses chauffeurs comme salariés et non comme autoentrepreneurs. Uber fait appel, mais le tribunal du travail de Londres confirme la décision en novembre 2017.
En octobre 2017, Uber perd sa licence à Londres.
En novembre 2019, Uber se fait retirer à nouveau son permis d’exercer à Londres en raison du nombre important de chauffeurs non autorisés mais inscrits sur la plateforme.
Le 19 février 2021, la Cour suprême du Royaume-Uni, rejetant le recours du géant américain de réservation de voitures Uber, a rendu une décision très attendue qui pourrait entraîner la remise en cause des modèles économiques de secteurs de l'économie touchés par l' « uberisation fictif »: les chauffeurs Uber sont bien des employés.
Le 17 mars 2021, Uber reconnaît à ses chauffeurs britanniques un statut de travailleur salarié, l’ensemble de ses quelque 70 000 chauffeurs au Royaume-Uni bénéficieront d’un salaire minimum et de congés payés. Ils pourront cotiser à un plan d’épargne-retraite, abondé par leur employeur. C'est une première mondiale. ils disposaient déjà d'un accès gratuit à des assurances maladie, à une indemnisation pour des congés parentaux.

### Suisse
Le 13 avril 2015, l'État de Genève déclare le service UberX opéré à Genève illégal et somme la société d'arrêter ses activités sur le territoire cantonal,. La société annonce faire recours auprès du tribunal administratif genevois contre cette décision. Elle argue qu'elle ne possède aucun véhicule et ne fait que mettre en relation des passagers et des chauffeurs et qu'elle n'est donc pas une société de transport. Or, pour effectuer ce type de prestation sur le territoire genevois, telle que la mise en relation, une concession de transport est nécessaire, ce que la société Uber refuse d'acquérir.
En août 2016, le syndicat Unia présente une étude qui établit que la relation entre Uber et ses chauffeurs est une relation employeur-employé et que la société doit par conséquent s'acquitter des cotisations aux assurances sociales. Unia invite les autorités à faire respecter les dispositions légales. En mai 2019, le Tribunal des prud'hommes de Lausanne reconnait un licenciement injustifié à l'encontre d'un chauffeur Uber et admet, de ce fait, le statut de salarié des chauffeurs. Dans cette affaire, Uber est condamné à verser au chauffeur les deux mois de salaire du congé légal, ainsi qu'un préjudice moral et les vacances auxquelles il aurait eu droit (soit en tout près de 18 000 francs suisses).
Le 3 juin 2022, le Tribunal fédéral confirme une décision de la Cour de justice de Genève d'octobre 2019, contre laquelle Uber avait fait recours, qui reconnait une relation employé-employeur entre l’entreprise et ses chauffeurs et l'oblige donc en matière de protection sociale et de respect des conditions de travail de la branche. Concrètement, Uber doit cesser ses activités à partir du 4 juin à minuit le temps de régulariser ses employés avec effet rétroactif jusqu'au jugement de 2019, elle doit mettre en place des contrats de travail, payer les vacances, le salaire minimum de la branche, la prévoyance professionnelle et les cotisations sociales,.

### Turquie
Recep Tayyip Erdoğan indique qu'Uber, c'est « terminé ». Il profite de cette déclaration pour montrer sa souveraineté que l'Europe n'aurait pas : « Mais qu'est-ce que l'Europe pour moi ? Nous prendrons la décision nous-mêmes ».

### Union européenne
En 2017, la Cour de justice de l'Union européenne a annoncé dans une décision rendue publique le 20 décembre qu'Uber présente un service de transport qui devrait être soumis aux réglementations imposées aux taxis.
En avril 2018, la justice européenne a indiqué que les pays de l'Union européenne avaient le droit de supprimer des services comme UberPop sans être contraints d'en avertir Bruxelles.
Le 14 octobre 2024, le Conseil européen adopte la directive dite « de présomption de salariat » ou « loi sur les travailleurs des plateformes ». Elle prévoit la requalification comme salarié de certaines personnes travaillant aujourd’hui sous statut d’indépendant, notamment comme conducteurs de VTC ou livreurs, leur permettant ainsi de bénéficier de tout droit en matière de travail auquel elles peuvent prétendre. Un point important de cette directive est la présomption légale d'emploi : déclenchée lorsque certains faits témoignant d'un contrôle et d'une direction sont constatés en contradiction avec le statut du travailleur, elle lui permet de contester son statut d’indépendant avec une charge de la preuve incombant à l'employeur. Les États membres ont deux ans pour transposer cette directive dans leur droit national.

## Controverses
« La réputation de Uber est probablement l'une des pires au monde », selon le magazine Slate. Les nombreuses controverses relatives à la culture d'entreprise promue par le fondateur, Travis Kalanick, ont entraîné en 2017 sa démission et celle d'une partie de l'équipe dirigeante de la société californienne.

### Controverses sur les comportements sexistes
À la suite du témoignage de Susan Fowler, ingénieure victime de harcèlement sexuel au sein de l'entreprise, qui accuse les dirigeants d'Uber de fermer les yeux sur ce type de délit, une enquête a été menée. Cette enquête a donné lieu au rapport Holder, qui a mis en lumière des « problèmes de corruption » dans l'entreprise, des centaines d'infractions dans des bureaux d'Uber situés dans différentes régions du monde, parmi lesquelles des cas d'agression sexuelle. La culture Bro répandue dans les milieux de la haute technologie est mise en cause par les commentateurs pour rendre compte des nombreux dysfonctionnements au sein de l'entreprise,,. Selon une enquête de 2016, dans la Silicon Valley, haut lieu du déploiement de la culture Bro, des faits de harcèlement sont rapportés, au moins une fois, par trois femmes salariées sur cinq.
Selon le New York Times, des supérieurs hiérarchiques de l'entreprise menacent physiquement des subordonnés dont les performances sont jugées trop faibles et peuvent leur adresser des propos homophobes injurieux.
La filiale française d'Uber a conçu en 2015, à Lyon, une campagne de publicité qui proposait des chauffeurs mannequins. Accusé de sexisme, le groupe a dû renoncer à son opération promotionnelle.
En Corée du Sud, en 2014, une plainte a été déposée contre Uber, en rapport avec des comportements sexistes de ses dirigeants. Le patron du groupe et plusieurs membres de son entourage « ont emmené toute l’équipe dans un bar à karaoké de Séoul, réputé pour permettre aux clients de choisir des “chanteuses” qui les accompagnent au micro puis chez eux ».

### Controverses politiques aux États-Unis
En janvier 2017, une campagne de désinscription d'Uber, #DeleteUber (supprimez Uber), a été lancée sur Twitter pour protester contre le soutien opportuniste que Travis Kalanick avait accordé à un décret anti-immigration de Donald Trump. Les chauffeurs de taxi ayant fait grève une heure en réaction contre le Muslim Ban promulgué par Donald Trump, Uber avait annoncé une baisse de ses tarifs pendant cette heure-là, ce qui avait été considéré comme une manière de casser la grève.
D'autres méthodes agressives à l'égard de concurrents ont été mises en évidence. Par exemple, « en 2013, des centaines d’employés d’Uber ont été chargés de noyer le service concurrent Lyft sous de fausses commandes pour réduire la disponibilité des chauffeurs de Lyft et perturber le service ».
Uber a fait face à des controverses  dans plusieurs villes du nord de l'Amérique, comme Washington DC, Chicago, Toronto, et New York,.

### Controverses politiques en France
Uber poursuit son développement en France par influence sur les pouvoirs publics. Une très grande quantité de documents internes d’Uber écrits entre 2013 et 2017 sont transmis et analysés en 2022 par The Guardian et ses partenaires du Consortium international des journalistes d'investigation.
L'enquête connue sous le nom Uber Files révèle notamment comment entre 2014 et 2016, Emmanuel Macron, alors ministre de l’économie, rencontre à plusieurs reprises le fondateur d'Uber, Travis Kalanick, ainsi que des lobbyistes de la société de VTC. Il s'oppose à d'autres membres du gouvernement en étant officieusement un partenaire d'Uber dans sa tentative de dérégulation du marché,. Il se bat pour assouplir la loi Thévenoud censée réglementer l'activité des VTC en France. En échange, il demande l'abandon d'UberPop, service d'Uber permettant à n'importe qui de s'improviser chauffeur afin d’augmenter ses revenus,. Dès l'époque de la guerre entre les taxis et les VTC, Emmanuel Macron ne cache pas sa sympathie pour Uber et son modèle économique à même de créer beaucoup d'emplois en particulier chez les personnes peu qualifiés en « dénouant certains verrous administratifs ou réglementaires ».
Mark MacGann est auditionné le 23 mars 2023 par la commission d’enquête parlementaire. Le lanceur d’alerte a livré un plaidoyer pour une réforme des règles sur le lobbying. Il a également appelé la France à soutenir la directive européenne sur les travailleurs des plateformes. Il est revenu sur les tactiques utilisées par l’entreprise dans les années 2010 pour contourner la loi sur le transport de personnes. Pour s'implanter face aux taxis, dit-il, celles-ci ont usé de leur capital colosal, auprès de fonds de capital-risque, et recouru au dumping.
En juillet 2023, la commission d’enquête parlementaire consacrée aux Uber Files révélés en juillet 2022 confirme que des liens étroits unissaient Emmanuel Macron et Uber entre 2014 et 2017. Cette proximité s'est même poursuivie après son élection.

### Risques pour les chauffeurs
D'après l'European Transport Safety Council (ETSC), les travailleurs d'Uber, comme les travailleurs de plateformes se trouvent confrontés à des facteurs de risques routiers, tels qu'une formation inadéquate, un modèle de rémunération qui presse le conducteur d'aller plus vite, et de travailler malade, l'absence de supervision des conditions de sécurité du véhicule ou l'absence d'équipement de protection.

### Optimisation fiscale
La société Uber utilise des montages financiers complexes afin de minimiser les impôts dus à travers le monde, comme l'a montré plusieurs enquêtes journalistiques.
Le Consortium international des journalistes d'investigation :
- dans le cadre des Paradise Papers, révèle que la société Uber utilise des montages internationaux complexes d'optimisation fiscale, notamment via les Pays-Bas[238],[239].

- par l'analyse des documents d'Uber Files, confirme que la société Uber a pratiqué l'optimisation fiscale dans le monde entier grâce aux Pays-Bas, en répercutant les taxes sur ses chauffeurs et leurs clients, en détournant l'attention des autorités vers la soumission aux impôts de ses chauffeurs[240],[241].

L’administration néerlandaise a favorisé la société Uber en ralentissant la transmission d’informations vers cinq pays, dont la France, pour lui laisser le temps de « mettre ses affaires en ordre ». Abritant Uber B.V. structure de tête de Uber, bénéficiant aux Pays-Bas d’un accord fiscal spécial, dit « rescrit », Uber évite plusieurs prélèvements fiscaux, dont la TVA sur la commission prélevée aux chauffeurs sur chacune de leurs courses et l’impôt sur ses bénéfices.

## Lobbying et manipulations
Au début des années 2010, pour Uber, respecter la loi semble une option parmi d'autres, les milliards levés lui permettent de conquérir de nouveaux marchés en opérant à perte et en poussant sa stratégie d'influence. Son assise financière lui permet de payer les amendes infligées à la société ou à ces chauffeurs.
La multinationale s'appuie depuis 2015 sur un « conseil en politique publique », chargé de défendre ses intérêts dans le monde entier, où siègent : Neelie Kroes, ancienne vice-présidente de la Commission européenne ; David Plouffe, directeur de campagne de Barack Obama en 2008 ; Melody Barnes, ancienne conseillère à la Maison Blanche ; Ray LaHood, ancien secrétaire d’État américain aux transports ; Roberto Dañino, ancien premier ministre du Pérou ; Allan Fels, ancien président de l’autorité australienne de la concurrence ; Adil Zainulbhai, président du Conseil de la qualité indien et Reema bint Bandar Al Saoud, princesse saoudienne.
L'enquête journalistique publiée en 2022, connue sous le nom Uber Files, révèle l’ampleur du lobbying mis en place par Uber pour conquérir le monde entre 2013 et 2017. Durant cette période, le développement d'Uber fait fi des règlementations sociales et utilise une stratégie d'influence particulièrement active.
Pour exercer son influence et faire modifier les règlementations en sa faveur, Uber a fait dresser une liste de plus de 1 850 parties prenantes - fonctionnaires en exercice, anciens fonctionnaires, groupes de réflexion et groupes de citoyens - dans plus de 30 pays.

### Union européenne
Uber est inscrit depuis 2014 au registre de transparence des représentants d'intérêts auprès de la Commission européenne, et déclare en 2019 pour cette activité des dépenses annuelles d'un montant compris entre 800 000 et 900 000 euros.
Dans son rapport annuel consacré au lobbying, l’ONG Corporate Europe Observatory (CEO) observe qu'« il suffit de creuser un peu plus et il devient évident que l’influence d’Uber à Bruxelles est beaucoup plus importante que cela ». Ainsi, l’entreprise a obtenu au moins une cinquantaine de rendez-vous avec des membres de la Commission européenne entre 2014 et 2018, notamment sur la question du droit du travail. L’entreprise américaine est aussi membre de plusieurs groupes de lobbyistes bruxellois : BusinessEurope (le plus important lobby patronal européen), la chambre de commerce des États-Unis (AmCham), l’association de l’industrie du numérique Computer and Communications Industry Association et l’European Internet Forum.
En mai 2016, l'entreprise recrute Neelie Kroes, une haute-fonctionnaire européenne, ancienne commissaire européenne chargée de la concurrence, puis vice-présidente de la Commission européenne et commissaire européenne chargée de la stratégie numérique. Neelie Kroes siégera au sein de son « comité de conseil en politique publique ». Elle sera chargée de conseiller l’entreprise sur des questions de régulation, de politiques publiques ou d’image.
L’ONG Corporate Europe Observatory indique qu'« en tant que commissaire au Numérique, Kroes a été une défenseure ardente de l’entreprise Uber, écrivant en avril 2014 qu’elle était “indignée” par la décision d’un tribunal de Bruxelles de bannir Uber de la ville, ajoutant qu’“Uber était 100 % bienvenue à Bruxelles et partout ailleurs” ».
Ce recrutement est perçu comme un pantouflage, fait de vendre au privé une influence acquise dans le public, et soulève des questions de conflit d'intérêts.

### France
En 2014, Uber est accusée de créer une nouvelle catégorie d’emplois sous-payés et sous-protégés. Afin d'améliorer son image, Uber rémunère les économistes français Nicolas Bouzou, David Thesmar et Augustin Landier pour pousser un argumentaire favorable aux VTC au moyen d'études sur mesure et de prises de position dans les médias.
En novembre et décembre 2014, Uber monte une opération de manipulation du débat public au moment où le tribunal de commerce de Paris devait se prononcer sur la légalité de son service UberPop. Pour ce faire, Uber a recours aux services de la société iStrat, qui rédige des articles favorables à l'entreprise et les fait publier sous de faux noms sur plusieurs médias et sites internet d'information, dont le magazine Challenges, sous forme de tribune ou dans les espaces participatifs. À la même période, la société iStrat fait également modifier la page consacrée à Uber sur Wikipedia, ainsi que les pages Taxi en France et Taxis parisiens, dans un sens favorable à l'entreprise.
En 2015, Uber recrute Grégoire Kopp, conseiller du ministre des Transports du gouvernement français pour qu’il prenne la tête de la communication d’Uber France.
En 2016, à la suite de nombreux échanges entre la société Uber et Emmanuel Macron, des mesures souhaitées par les plateformes VTC sont adoptées par décret. Par exemple, les 250 heures de formation nécessaires pour devenir chauffeur que prévoyait la loi Thévenoud sont ramenées à 7 heures.
Sur l'année 2018, Uber déclare à la Haute Autorité pour la transparence de la vie publique exercer des activités de lobbying en France pour un montant qui n'excède pas 300 000 euros.

### États-Unis
Selon le Center for Responsive Politics, les dépenses de lobbying d'Uber aux États-Unis s'élèvent en 2019 à 2 360 000 dollars.

## Attaques informatiques

### Septembre 2014
En février 2015, neuf mois après une intrusion dans ses bases de données survenue le 13 mai 2014, Uber confirme et donne quelques détails sur cette attaque qui aurait donné accès aux informations de 50 000 conducteurs Uber. La société a porté plainte contre X. A priori, les informations des clients d’Uber n'ont pas été compromises.
Pourtant, Uber a négocié un accord à l’amiable avec la Federal Trade Commission (FTC) pour avoir failli à protéger ses utilisateurs lors de cette attaque en 2014.

### Octobre 2016
Le président-directeur général Khosrowshahi de la société depuis août 2017, révèle le 21 novembre 2017 que les données de 57 millions de comptes ont été piratées en octobre 2016. Les noms, les adresses électroniques et numéros de téléphone de plus 50 millions de clients ont été dérobés, tandis que les noms et numéros de 7 millions de chauffeurs sont concernés, dont 600 000 permis de conduire des chauffeurs. Néanmoins, d'après les expertises internes, les historiques des trajets ainsi que les numéros de cartes et de comptes bancaires, les numéros de Sécurité sociale et les dates de naissance des utilisateurs n’auraient en revanche pas été volés. En 2020, l’ancien chef de la sécurité d’Uber est mis en examen par un tribunal de San Francisco pour avoir dissimulé le piratage massif de données en 2016.
Par ailleurs, la société confirme les informations divulguées par Bloomberg qui indiquent qu'Uber aurait payé 100 000 dollars les hackers, avec l'autorisation de l'ancien patron Travis Kalanick, un mois après l'attaque afin qu’ils ne divulguent pas d'informations à propos de ce piratage pendant un an et qu'ils suppriment les données volées.
L'attaque est réalisée grâce à dépôt GitHub privé utilisé par les ingénieurs d'Uber. Grâce à cela, les attaquants ont récupéré les identifiants de connexion qui leur donnent accès à un compte Amazon Web Services et demandent une rançon à la société.
Le PDG signale avoir pris connaissance de cette attaque récemment et que deux individus hors de l’entreprise sont responsables de ce piratage. Une enquête interne mène au licenciement du directeur de la sécurité informatique Joe Sullivan et d’un de ses adjoints. La société a indiqué que la sécurité sera revue avec l’aide d’un ancien conseiller de la National Security Agency.
Plusieurs États se sont dits prêts à se saisir de cette annonce. Le procureur général de l’État de New York, Eric Schneiderman, a rapidement annoncé l’ouverture d’une enquête puisqu'en achetant le silence des hackers, la société Uber peut avoir enfreint plusieurs des lois américaines, qui imposent aux entreprises d’informer leurs utilisateurs si leurs données ont été compromises. De plus, lors du marché réglé avec les hackers, la société négociait un accord avec la Federal Trade Commission pour avoir failli à protéger ses utilisateurs lors d’une attaque en 2014. Le régulateur américain avait déjà épinglé Uber à de nombreuses reprises. Un client a porté plainte contre la société pour « négligence » et souhaite monter un recours collectif. En Europe, les autorités chargées de la protection des données ont créé un groupe de travail pour enquêter sur le vol de données personnelles. Sous le patronage des Pays-Bas, le groupe de travail réunira la France, l'Italie, l'Espagne, la Belgique, le Portugal, l'Allemagne et l'Angleterre.
Le 20 décembre 2018, la CNIL annonce une sanction de 400 000 euros en raison d’une sécurisation insuffisante des données des utilisateurs d’Uber. Cette faille de sécurité avait permis en 2016 à des pirates d’accéder aux informations de 57 millions d’utilisateurs.

### Septembre 2022
Dans la nuit du 15 au 16 septembre, un pirate isolé a réussi à se connecter au réseau informatique de Uber et à accéder à un très grand nombre de ressources informatiques. Au nombre des ressources accédées, on peut citer le domaine Windows, la console Amazon Web Services, les machines virtuelles VMware ESXi, Google Workplace, les outils de cybersécurité SentinelOne, la messagerie interne Slack ainsi que de nombreuses bases de données. Le pirate a également eu accès au compte HackerOne de Uber (le gestionnaire de bug bounty) et a pu prendre connaissance de toutes les failles de sécurité de Uber, y compris celles qui n'avaient pas encore eu de réponse.
Le pirate, se faisant appeler Tea Pot, a annoncé sur Slack par un message la compromission des ressources informatiques de Uber. Interrogé par le New-York Times, le pirate revendique agir seul et être âgé de 18 ans et avoir agit « pour le fun ». Aucune rançon n'a été demandée et les données accédées n'ont pas été publiées ni revendues,,.

## Dans la culture populaire
La série télévisée américaine d'anthologie Super Pumped consacre sa première saison, intitulée The Battle for Uber, à Uber.